# 珍妮佛·費林
 珍妮佛·費林 ( 英語： Jennifer Ferrin ；1979年2月25日－)，是一位美國女演員，因在電視節目《地獄之輪》飾演Louise Ellison而聞名。

## 生平
費林生於美國喬治亞州勞倫斯維爾，曾參加了布魯克伍德高中並在那裡指導了許多高中的戲劇，她也是合唱團的成員。高中畢業後，曾就讀位於南卡羅來納州的查爾斯頓學院和北卡羅來納州的溫斯頓-塞勒姆藝術學院，並獲得戲藝術學學士學位。

## 影視作品
- 地獄之輪 (2011-2016)

- 欲望都市2 (2010)

- 無名之人 (2010)

- 妙警賊探 (2009)

- 護士當家 (2009)

- Bunker Hill (2009)

- 火星生活 (2008)

- 緊要關頭 (2007)

- 3磅之重 (2007)

- 火線救援 (2005)

- 愛情鏈墜 (2002)

- 法律與秩序:特殊受害者 (1999)

- 戀愛時代 (1998)

- 地球照轉 (1956)

- The 32nd Annual Daytime Emmy Awards (2005)

## 外部連結
- 珍妮佛·費林在互联网电影资料库（IMDb）上的資料（英文）
- 珍妮佛·費林的X（前Twitter）